# Street Lady
Street Lady è un album di Donald Byrd, pubblicato dalla Blue Note Records nel marzo del 1974. Il disco fu registrato il 13, 14 e 15 giugno 1973 al The Sound Factory di Los Angeles, California (Stati Uniti).

## Tracce
Brani composti da Larry Mizell, tranne dove indicato
Lato A
1. Lansana's Priestess – 7:42
2. Miss Kane – 7:35
3. Sister Love – 6:46

Lato B
1. Street Lady – 5:39
2. Witch Hunt – 9:43
3. Woman of the World – 6:55 (Larry Mizell, Edward Gordon)

## Musicisti
- Donald Byrd - tromba, flicorno, voce solista
- Larry Mizell - arrangiamenti, conduttore musicale, arrangiamenti canto, compositore, voce
- Fonce Mizell - clavinet, tromba, arrangiamenti canto
- Roger Glenn - flauto
- Jerry Peters - pianoforte, pianoforte elettrico
- David T. Walker - chitarra
- Fred Perren - sintetizzatore (arp), arrangiamenti canto
- Chuck Rainey - basso fender
- Harvey Mason - batteria
- King Errison - congas
- Stephanie Spruill - percussioni[5]